# Reid F. Murray
Reid Fred Murray (* 16. Oktober 1887 in Ogdensburg, Waupaca County, Wisconsin; † 29. April 1952 in Bethesda, Maryland) war ein US-amerikanischer Politiker. Zwischen 1939 und 1952 vertrat er den Bundesstaat Wisconsin im US-Repräsentantenhaus.

## Werdegang
Reid Murray besuchte die öffentlichen Schulen seiner Heimat und danach die Manawa High School. Danach studierte er bis 1916 an der University of Wisconsin–Madison das Fach Landwirtschaft. In den folgenden Jahren befasste er sich vor allem mit Agrarangelegenheiten. So war er unter anderem bis 1917 landwirtschaftlicher Beauftragter der Eisenbahnen in Saint Paul. Die gleiche Funktion übte er zwischen 1917 und 1919 für das Winnebago County sowie von 1919 bis 1922 für die First National Bank in Oshkosh aus. Danach lehrte er in den Jahren 1922 bis 1927 an der landwirtschaftlichen Fakultät der University of Wisconsin das Fachgebiet Tierhaltung. Anschließend wurde er bis 1939 selbst in der Landwirtschaft tätig. Er handelte damals mit Vieh und kaufte und verkaufte Farmen als Immobilien. Damals lebte er in Waupaca.
Politisch war Murray Mitglied der Republikanischen Partei. Bei den Kongresswahlen des Jahres 1938 wurde er im siebten Wahlbezirk von Wisconsin in das US-Repräsentantenhaus in Washington, D.C. gewählt, wo er am 3. Januar 1939 die Nachfolge von Gerald J. Boileau antrat. Nach sechs Wiederwahlen konnte er bis zu seinem Tod am 29. April 1952 im Kongress verbleiben. Dort wurden zunächst bis 1941 noch weitere New-Deal-Gesetze der Bundesregierung verabschiedet. Seit 1941 wurde auch die Arbeit des Kongresses durch die Ereignisse des Zweiten Weltkrieges und danach durch dessen Folgen geprägt. Im Jahr 1951 wurde der 22. Verfassungszusatz verabschiedet.